# Božanovići
Božanovići (cyr. Божановићи) – wieś w Bośni i Hercegowinie, w Republice Serbskiej, w gminie Kalinovik. W 2013 roku liczyła 43 mieszkańców.
We wsi urodził się generał Sił Zbrojnych Republiki Serbskiej i zbrodniarz wojenny Ratko Mladić.